# La Baronia de Rialb
La Baronia de Rialb (kat. [la βaɾoˈnia ðe riˈalp]) ist eine katalanische Gemeinde in der Provinz Lleida im Nordosten Spaniens. Sie liegt in der Comarca Noguera.